# Aleksandr Gierasimow (hokeista)
Aleksandr Pietrowicz Gierasimow (ros. Александр Петрович Герасимов; ur. 19 marca 1959 w Penzie, zm. 21 maja 2020) – radziecki hokeista, mistrz olimpijski z XIV Zimowych Igrzysk Olimpijskich w Sarajewie z 1984 roku.

## Kariera
W latach 1975–1980 był zawodnikiem II ligowego zespołu Dizel Penza. Następnie w latach 1980–1988 występował w zespole CSKA Moskwa.
W latach 1977–1984 występował w reprezentacji kraju. W 1984 w Sarajewie zdobył z drużyną mistrzostwo olimpijskie.